# 2020-as UCI Women’s World Tour
A 2020-as UCI Women’s World Tour egy versenysorozat volt, mely 11 országútikerékpár-versenyt foglalt magában a 2020-as női kerékpáros szezonban. Ez volt a Nemzetközi Kerékpáros-szövetség (UCI) által 2016-ban létrehozott UCI Women’s World Tour ötödik kiírása.

## Versenyek
| febr. 1.                   | 1  | Deakin University Elite Women’s Road Race | Liane Lippert (Sunweb)                      |
| márc. 15.                  | 2  | női Ronde van Drenthe                     | törölve                                     |
| jún. 2.                    | 3  | Trofeo Alfredo Binda                      | törölve                                     |
| 2020. június 8. – 13.      | 4  | The Women's Tour                          | törölve                                     |
| aug. 1.                    | 5  | női Strade Bianche                        | Annemiek van Vleuten (Mitchelton-Scott)     |
| aug. 8.                    | 6  | Open de Suède Vårgårda TTT                | törölve                                     |
| aug. 9.                    | 7  | Open de Suède Vårgårda RR                 | törölve                                     |
| 2020. augusztus 13. – 16.  | 8  | Ladies Tour of Norway                     | törölve                                     |
| aug. 26.                   | 9  | Classic Lorient Agglomération             | Lizzie Deignan (Trek-Segafredo)             |
| aug. 29.                   | 10 | La Course by Le Tour de France            | Lizzie Deignan (Trek-Segafredo)             |
| 2020. szeptember 1. – 6.   | 11 | Simac Ladies Tour                         | törölve                                     |
| 2020. szeptember 11. – 19. | 12 | Giro d’Italia Donne                       | Anna van der Breggen (Boels Dolmans)        |
| szept. 30.                 | 13 | női La Flèche Wallonne                    | Anna van der Breggen (Boels Dolmans)        |
| okt. 4.                    | 14 | női Liège–Bastogne–Liège                  | Lizzie Deignan (Trek-Segafredo)             |
| okt. 10.                   | 15 | női Amstel Gold Race                      | törölve                                     |
| okt. 11.                   | 16 | női Gent–Wevelgem                         | Jolien D'Hoore (Boels Dolmans)              |
| okt. 18.                   | 17 | női flandriai körverseny                  | Chantal van den Broek-Blaak (Boels Dolmans) |
| okt. 20.                   | 18 | Classic Brugge–De Panne                   | Lorena Wiebes (Sunweb)                      |
| 2020. október 23. – 25.    | 19 | Csungming-szigeti körverseny              | törölve                                     |
| okt. 25.                   | 20 | női Párizs–Roubaix                        | törölve                                     |
| 2020. november 6. – 8.     | 21 | La Vuelta Femenina                        | Lisa Brennauer (Ceratizit-WNT Pro Cycling)  |
| nov. 10.                   | 22 | női kuanghszi körverseny                  | törölve                                     |

## Eredmények

### Egyéni összetett
| Pontverseny | Pontverseny           | Pontverseny                        | Pontverseny | Pontverseny |
| Versenyző   | Versenyző             | Csapat                             | Pont        |             |
| ----------- | --------------------- | ---------------------------------- | ----------- | ----------- |
| 1.          | Lizzie Deignan        | Trek-Segafredo                     | 1622 pont   |             |
| 2.          | Elisa Longo Borghini  | Trek-Segafredo                     | 1567 pont   |             |
| 3.          | Lisa Brennauer        | Ceratizit-WNT Pro Cycling          | 1424 pont   |             |
| 4.          | Anna van der Breggen  | Boels Dolmans                      | 1221 pont   |             |
| 5.          | Lotte Kopecky         | Lotto Soudal Ladies                | 1050 pont   |             |
| 6.          | Marianne Vos          | CCC-Liv                            | 974 pont    |             |
| 7.          | Annemiek van Vleuten  | Mitchelton-Scott                   | 926 pont    |             |
| 8.          | Demi Vollering        | Parkhotel Valkenburg               | 856 pont    |             |
| 9.          | Liane Lippert         | Sunweb                             | 838 pont    |             |
| 10.         | Cecilie Uttrup Ludwig | FDJ-Nouvelle Aquitaine-Futuroscope | 832 pont    |             |

### Csapat
| Csapatverseny | Csapatverseny                      | Csapatverseny | Csapatverseny |
| Csapat        | Csapat                             | Pont          |               |
| ------------- | ---------------------------------- | ------------- | ------------- |
| 1.            | Trek-Segafredo                     | 4380 pont     |               |
| 2.            | Boels Dolmans                      | 3177 pont     |               |
| 3.            | Sunweb Women                       | 2876 pont     |               |
| 4.            | Mitchelton-Scott                   | 2585 pont     |               |
| 5.            | CCC-Liv                            | 2137 pont     |               |
| 6.            | Canyon-SRAM Racing                 | 1961 pont     |               |
| 7.            | Ceratizit-WNT Pro Cycling          | 1908 pont     |               |
| 8.            | Bigla-Katusha                      | 1656 pont     |               |
| 9.            | FDJ-Nouvelle Aquitaine-Futuroscope | 1558 pont     |               |
| 10.           | Lotto Soudal Ladies                | 1326 pont     |               |

## Fordítás
- Ez a szócikk részben vagy egészben  a(z)   2020 UCI Women's World Tour című angol Wikipédia-szócikk ezen változatának fordításán alapul.  Az eredeti cikk szerkesztőit annak laptörténete sorolja fel. Ez a jelzés csupán a megfogalmazás eredetét és a szerzői jogokat jelzi, nem szolgál a cikkben szereplő információk forrásmegjelöléseként.